# Coamo (Porto Rico)
Coamo é um município localizado em Porto Rico, na região sul, no norte de Santa Isabel, ao sul de Orocovis e Barranquitas; leste de Villalba e Juana Díaz e oeste de Aibonito e Salinas. Coamo está espalhada por 10 alas e Pueblo Coamo (O centro da cidade e do centro administrativo da cidade). É a cidade um dos principais centros da Área Metropolitana Combinada de Ponce - Yauco - Coamo.